# Saint-Arnoult (Oise)
Saint-Arnoult és un municipi francès, situat al departament de l'Oise i a la regió dels Alts de França. L'any 2007 tenia 175 habitants.

## Demografia

### Població
El 2007 la població de fet de Saint-Arnoult era de 175 persones. Hi havia 76 famílies de les quals 12 eren unipersonals (12 dones vivint soles i 12 dones vivint soles), 36 parelles sense fills, 20 parelles amb fills i 8 famílies monoparentals amb fills.
La població ha evolucionat segons el següent gràfic:
Habitants censats

### Habitatges
El 2007 hi havia 102 habitatges, 76 eren l'habitatge principal de la família, 22 eren segones residències i 3 estaven desocupats. Tots els 102 habitatges eren cases. Dels 76 habitatges principals, 62 estaven ocupats pels seus propietaris, 12 estaven llogats i ocupats pels llogaters i 2 estaven cedits a títol gratuït; 3 tenien dues cambres, 11 en tenien tres, 24 en tenien quatre i 39 en tenien cinc o més. 75 habitatges disposaven pel capbaix d'una plaça de pàrquing. A 35 habitatges hi havia un automòbil i a 35 n'hi havia dos o més.

### Piràmide de població
La piràmide de població per edats i sexe el 2009 era:
| Homes | Edats   | Dones |
| ----- | ------- | ----- |
| 0     | 95 o +  | 0     |
| 4     | 90 a 94 | 0     |
| 0     | 85 a 89 | 0     |
| 0     | 80 a 84 | 0     |
| 0     | 75 a 79 | 1     |
| 9     | 70 a 74 | 4     |
| 3     | 65 a 69 | 2     |
| 4     | 60 a 64 | 2     |
| 1     | 55 a 59 | 1     |
| 14    | 50 a 54 | 8     |
| 4     | 45 a 49 | 9     |
| 12    | 40 a 44 | 12    |
| 8     | 35 a 39 | 9     |
| 1     | 30 a 34 | 3     |
| 4     | 25 a 29 | 4     |
| 14    | 20 a 24 | 7     |
| 8     | 15 a 19 | 6     |
| 6     | 10 a 14 | 2     |
| 4     | 5 a 9   | 1     |
| 1     | 0 a 4   | 1     |

## Economia
El 2007 la població en edat de treballar era de 121 persones, 88 eren actives i 33 eren inactives. De les 88 persones actives 79 estaven ocupades (47 homes i 32 dones) i 9 estaven aturades (3 homes i 6 dones). De les 33 persones inactives 11 estaven jubilades, 5 estaven estudiant i 17 estaven classificades com a «altres inactius».

### Ingressos
El 2009 a Saint-Arnoult hi havia 77 unitats fiscals que integraven 184 persones, la mediana anual d'ingressos fiscals per persona era de 16.259 €.

### Activitats econòmiques
Dels 4 establiments que hi havia el 2007, 1 era d'una empresa de construcció, 2 d'empreses de comerç i reparació d'automòbils i 1 d'una empresa de serveis.
L'únic servei als particulars que hi havia el 2009 era una lampisteria.
L'any 2000 a Saint-Arnoult hi havia 7 explotacions agrícoles.

## Poblacions més properes
El següent diagrama mostra les poblacions més properes.